# Akodon latebricola
Akodon latebricola је врста глодара из породице хрчкова (лат. Cricetidae). 

## Распрострањење
Ареал врсте је ограничен на једну државу. Еквадор је једино познато природно станиште врсте, а Колумбија непотврђено.

## Станиште
Станишта врсте су шуме и травна вегетација. 

## Угроженост
Ова врста се сматра рањивом у погледу угрожености врсте од изумирања.